# Neerslager

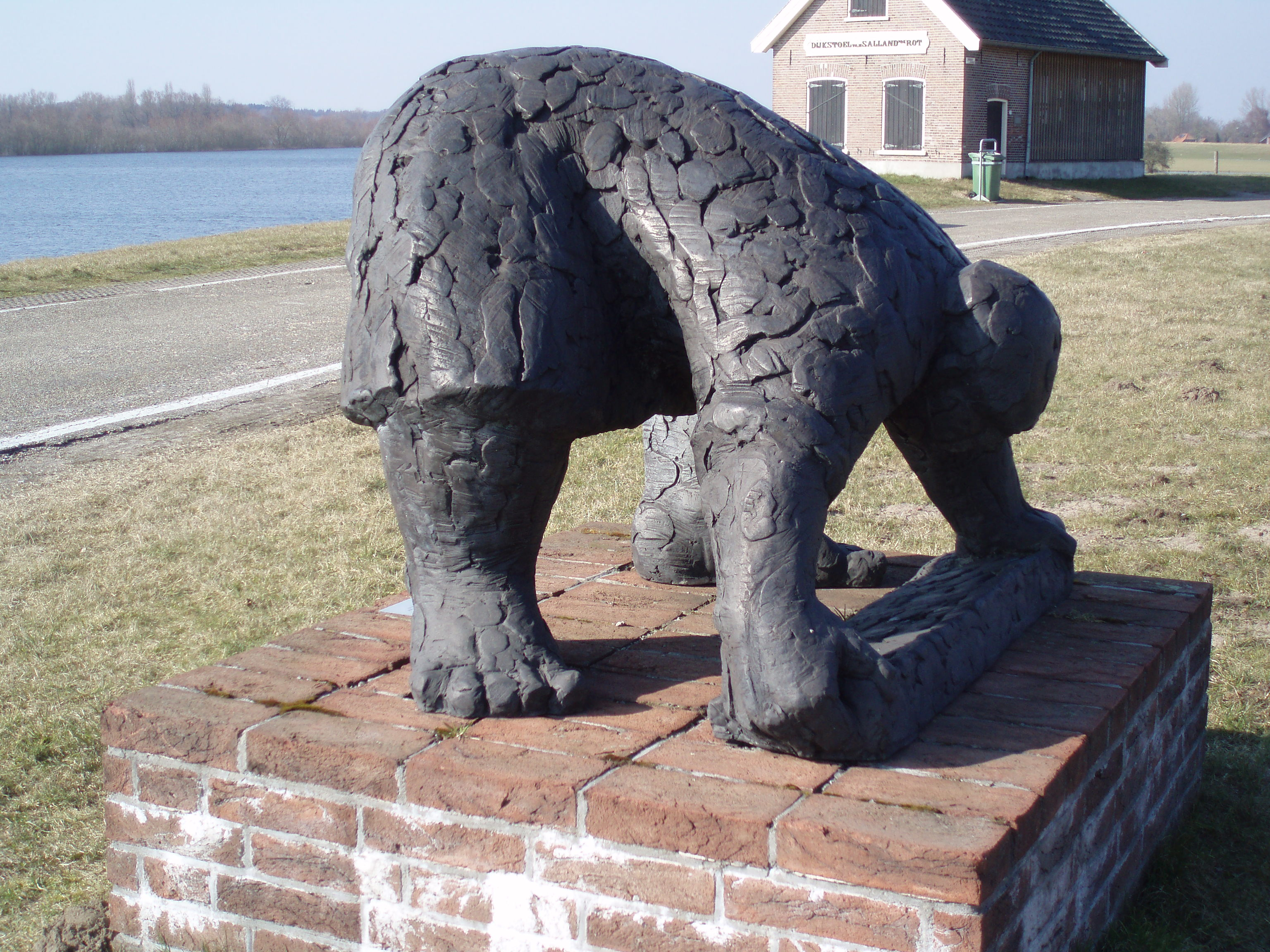
Sculptuur van een neerslager bij Den Nul

Neerslager (tichelwerker) was een beroep in de baksteenindustrie.
In de steenfabrieken was het de taak van de neerslager om de met klei gevulde steenvormen op de baan te slaan, waarna de nog natte bakstenen konden drogen. Hierna werden ze gebakken in de steenoven. Het werk is bij de mechanisatie van het proces in de eerste helft van de 20e eeuw overgenomen door machines.
In de gemeente Olst-Wijhe staat even buiten het dorp Den Nul aan de Rijksstraatweg op de IJsseldijk een sculptuur van een neerslager van de hand van Theo Schreurs 1939 - 2024.